# Centrale nucléaire de Würgassen
La centrale nucléaire de Würgassen (en allemand : Kernkraftwerk Würgassen) (KWW) a été l'une des premières centrales à eau légère installée en Allemagne.
La centrale de Würgassen, d’une capacité de 640 mégawatts électriques (MWe), a été mise en service en 1972 et arrêtée 22 ans plus tard, en 1994.

## Histoire
La construction a commencé en 1968 et le réacteur a été mis en service industriel en 1972. Il a été le réacteur le plus puissant d'Europe. La centrale de Würgassen a été opérationnelle jusqu'en 1994 et a produit au total 72 922 gigawatts-heures (GWh) d'énergie électrique.
Le propriétaire et exploitant était PreussenElektra (de) qui a, par la suite, été intégré dans E.ON.

## Problèmes techniques
En septembre 1994, au cours d'une inspection du TÜV (Technischer Überwachungs-Verein, un organisme de contrôle et de normalisation allemand), de graves fissures ont été constatées sur un cylindre placé autour du cœur du réacteur. L'autorité allemande ayant exigé la réparation, et celle-ci s'étant avérée trop coûteuse, il a été décidé d'arrêter le réacteur, ce qui a été une perte importante de revenus pour la commune.

## Démantèlement
Le démantèlement a commencé en 1997 et s'est terminé en 2014. Alors que la construction a coûté 400 millions de marks, le démantèlement devrait coûter environ 700 millions d'euros.